# Multiple-image Network Graphics
El MNG (pronunciado ming) es un formato de fichero, libre de derechos, para imágenes animadas. Las iniciales significan Multiple-image Network Graphics.
El formato MNG está estrechamente vinculado al formato de imagen PNG. Cuando comenzó el desarrollo de PNG a principios del año 1995, se decidió no incorporar la gestión de la animación, porque se empleaba poco esta capacidad del formato GIF en ese tiempo. Sin embargo, se desarrolló rápidamente un formato que soportaba la animación, el formato MNG, una extensión del formato PNG.
La versión 1.0 de las especificaciones de MNG salió el 31 de enero de 2001. MNG actualmente no se actualiza tanto como el PNG. Sin embargo varios navegadores como Netscape Navigator y Konqueror soportan MNG; y los plugins de MNG están disponibles para Mozilla, Opera e Internet Explorer. Los desarrolladores de MNG esperaban que MNG comenzara a sustituir a largo plazo al GIF para imágenes animadas en la Red, de la misma forma que el formato PNG ya comenzó a hacerlo para imágenes fijas, sin embargo la presencia de animaciones MNG en la red es testimonial. La aparición de Animated Portable Network Graphics puede suponer el fin definitivo de MNG. 
La estructura de los ficheros de formato MNG es básicamente idéntica a la de los ficheros PNG, difiriendo solamente en la firma (8A 4D 4E 47 0D 1A 0A en hexadecimal) y en la utilización de unidades de información discretas que proporcionan una gran variedad de dispositivos de animación. Las imágenes utilizadas en la animación se almacenan en el fichero MNG como una encapsulación de imágenes con formato PNG o JNG.
Se crearon también dos versiones de MNG de complejidad reducida: MNG-LC (baja complejidad) y MNG-VLC (complejidad muy baja). Estas permiten a las aplicaciones incluir el soporte de MNG en cierta medida, sin tener que poner todas las especificaciones de MNG.
MNG no dispone aún de un tipo registrado de soporte de vídeo MIME, pero se puede utilizar video/x-mng.
Son muy pocos los navegadores que soportan este formato. Opera lo soporta parcialmente, Safari no lo soporta. Mozilla retiró el soporte de MNG en la versión 1.5a y todas las futuras versiones, y no parece solucionarse al reinstalarlo por ahora , a pesar de las objeciones de la comunidad . El plugin oficioso de Firefox puede utilizarse para integrar el soporte en Mozilla. Hay que indicar que los programadores intentan crear una alternativa a Mozilla, llamada MNGzilla, integrando MNG.